# کیبیرو
کیبیرو (به انگلیسی: Kibiro)یک دهکده ماهیگیری کوچک در اوگاندا است که در ساحل جنوب شرقی دریاچه آلبرت قرار دارد ساکنان روستا از دیرباز قادر به تولید محصولات کشاورزی خود نیستند و باید برای اکثر مایحتاج خود با جوامع دیگر تجارت کنند. ساکنان کیبیرو عمدتاً از طریق تولید و تجارت نمک طی مشیعت می‌کنند. این محوطه با توجه به ارزش فرهنگی خود در تاریخ ۱۰ سپتامبر ۱۹۹۷ به فهرست پیشنهادی میراث جهانی یونسکو اضافه شد.

## تاریخ
تولید نمک در کیبیرو صنعت مهمی است. اقتصاد کیبیرو حول محور نمک می‌چرخد. کیبیرو بدون صنعت نمک خود احتمالاً فقط یک دهکده ماهیگیری کوچک می‌بود که فاقد ذخایر گسترده و عمیق باستان‌شناسی می‌گشت. نمک به‌طور انحصاری توسط زنان تولید می‌شود. تولید نمک در کیبیرو بر اساس شسته شدن خاک شور است و سپس آب نمک حاصل را می‌جوشانند تا آب تبخیر شود. فرایند تولید نمک در کیبیرو کمی پیچیده‌تر از سایر نقاط است. فرآیندی که برای تولید نمک در کیبیرو استفاده می‌شود، دائماً از همان خاک استفاده مجدد می‌کند. این بازیافت با پخش مکرر خاک خشک سست بر روی سطح رسوبات مرطوب حاوی نمک انجام می‌شود، که در نتیجهٔ این عمل، مویرگی ناشی از حرارت خورشید، رطوبت نمک را خارج می‌کند. فرایند تفت دادن نمک مستلزم تکنیک‌هایی بود که خسته‌کننده‌تر از روش‌های برداشت نسبتاً ساده به‌کار رفته در دریاچه‌های دهانه در استوا بود. با تکنیک منحصر به فردی که برای تولید نمک انجام می‌شود، اعتقاد بر این است که کیبیرو به احتمال زیاد هرگز نمکش تمام نمی‌شود، تنها راهی که نمک از طریق آن تمام می‌شود این است که چشمه‌های آب گرم خشک شوند، اما قبل از آن یک احتمال واقعی وجود دارد؛ این که کارگران نمک به احتمال زیاد هیزم تمام خواهند کرد. ساحل بونیورو در کنارهٔ دریاچه آلبرت منابع نسبتاً کمی دارد و نمک تولید شده در کیبیرو یکی از تنها منابع آنجاست.

## فرایند تولید نمک
پیش از گزارش‌های اروپایی‌ها در دهه ۱۸۰۰ هیچ سابقه ای از فرایند تولید نمک وجود ندارد. تکنیک‌های تولید نمک توصیف شده توسط اروپاییان اولیه از بسیاری جهات با تکنیک‌هایی که ساکنان کیبیرو امروزی به کار می‌برند متفاوت است.
امروزه در کیبیرو، آب چشمه‌های آب گرم بر روی خاک شور منطقه پخش می‌شود و آن را مرطوب نگه می‌دارد. کارگران روی آن خاک خشک می‌پاشند که نمک را از زمین بیرون می‌کشد. سپس خاک را جمع‌آوری کرده و در الکی که روی یک گلدان بزرگ قرار دارد قرار می‌دهند. آب روی خاک ریخته می‌شود و آب نمک را به داخل گلدان می‌برد. سپس این محلول را می‌جوشانند تا نمک تولید شود.